# Théorème de prolongement de Dugundji
Le théorème de prolongement de Dugundji est un théorème de topologie générale dû au mathématicien américain James Dugundji,,. Il est directement lié au théorème de Tietze-Urysohn — sur le prolongement des applications continues dans les espaces normaux — dont il est, en un certain sens, une généralisation.

## Énoncé
Soient X un espace métrisable, A un fermé de X et L un espace localement convexe. Alors :
- toute application continue f de A dans L admet un prolongement continu F de X dans L dont l'image F(X) est incluse dans l'enveloppe convexe de f(A)[5],[6],[7]

ou, ce qui est équivalent :
- toute application continue de A dans un convexe K de L admet un prolongement continu de X dans K[8].

## Comparaison avec le théorème de Tietze-Urysohn
La première version du théorème de prolongement de Tietze correspondait au cas particulier du théorème ci-dessus où l'espace L est la droite réelle. Elle a été généralisée par Urysohn en remplaçant l'espace métrisable X de départ par n'importe quel espace normal. Le théorème de prolongement de Dugundji est une généralisation transverse, qui remplace l'espace ℝ d'arrivée par n'importe quel espace localement convexe. Il existe une autre généralisation du théorème de Tietze, en supposant que l'espace X de départ est paracompact et que l'espace L d'arrivée est de Banach.

## Démonstration
Pour une distance d fixée sur X, considérons, dans l'ouvert X\A, le recouvrement  constitué des boules ouvertes B(x, d(x, A)/2) de X\A, quand x parcourt cet espace.
Puisque tout espace métrique est paracompact, il existe un recouvrement ouvert localement fini (Ui)i∈I de X\A dont chaque ouvert est inclus dans l'une de ces boules : Ui ⊂ B(xi, d(xi, A)/2).
On choisit alors une partition de l'unité (ϕi)i∈I subordonnée à ce recouvrement et pour tout i, un point ai de A tel que d(xi, ai) ≤ 2d(xi, A), et l'on prolonge f en posant :
L'application F est clairement continue sur X\A. Montrons qu'elle l'est aussi en tout point a de A. Pour tout voisinage convexe C de f(a), il existe un réel δ > 0 tel que f(B(a, δ)∩A) ⊂ C. Pour affirmer que pour tout x ∈ B(a, δ/6)\A, f(x) ∈ C (ce qui conclura), il suffit d'utiliser que pour tout Ui contenant x, ai ∈ B(a, δ), d'après les inégalités suivantes :
d(x, ai) ≤ d(x, xi) + d(xi, ai) ≤ d(x, xi) + 2d(xi, A) ≤ 5d(xi, A) – 5d(x, xi) ≤ 5d(x, A), d'où
d(a, ai) ≤ d(a, x) + d(x, ai) ≤ 6d(a, x).